# Karl Strecker (Ingenieur)
Karl Georg Bernhard Christian Strecker (* 26. März 1858 in Mainz; † 24. August 1934 in Heidelberg) war ein deutscher Physiker und Elektrotechniker.

## Leben
Strecker war der Sohn des Fabrikanten Wilhelm Christian Strecker und dessen Ehefrau Wilhelmine Ida Scholz. Nach Beendigung seiner Schulzeit begann Strecker 1877 an der Eberhard-Karls-Universität Tübingen Physik zu studieren: später wechselte er im selben Fach nach Heidelberg. 1881 konnte Strecker sein Studium mit einer Promotion am 16. Februar an der Universität Straßburg erfolgreich abschließen.
Von seinem Doktorvater bekam Strecker eine Anstellung als Assistent am dortigen Physikalischen Institut. Im darauffolgenden Jahr wechselte Strecker bis 1884 an die Julius-Maximilians-Universität Würzburg und wirkte dort ebenfalls am Physikalischen Institut. Als 1884 an der Königlichen Technischen Hochschule zu Berlin ein Elektrotechnisches Laboratorium eingerichtet wurde, war Strecker als Berater dabei.
Durch diese Beratertätigkeit machte Strecker die Bekanntschaft mit der Leitung der Deutschen Edison Gesellschaft und ließ sich für die Jahre 1885 bis 1886 anwerben. Dort in Berlin heiratete er auch am 10. Oktober 1885 Luise Julie Wilhelmine Anna Sandberger; mit ihr hatte er eine Tochter.
Seine Forschungen brachten Strecker 1886 eine Habilitation für Elektromechanik an der TH Berlin-Charlottenburg ein und als solcher erhielt er eine Lehrbefugnis als Privatdozent. In dieser Funktion betreute er in den Jahren 1887 bis 1911 auch die Veröffentlichung der Zeitschrift Fortschritte der Elektrotechnik.
Mit Wirkung vom 1. Oktober 1888 ernannte man ihn zum Obertelegrapheningenieur und berief ihn an das Reichspostamt Berlin bzw. Reichspostministerium. Mit Carl Grawinkel (1845–1894), dem Autor des Lehrbuchs der Telephonie und Mikrophonie (1884), leitete er das Telegrapheningenieur-Bureau.
1892 erhielt Strecker an der TH Berlin einen Lehrstuhl für Elektrotelegraphie (besonders für Eisenbahnbetrieb). Dazu wurde die Elektrotelegraphie vom Lehrstuhl Prof. Adolf Slabys abgespalten. 1899 avancierte Strecker zum Titular-Professor an der TH Berlin-Charlottenburg und ein Jahr später ernannte man ihn zum Geheimen Postrat.
Mit Wirkung vom 1. April 1904 ernannte man Strecker zum Vortragender Rat am Reichspostamt in Berlin. Während dieser Zeit (1902–1904 oder 1906) wirkte Julius Wallot als Dozent am Telegraphen-Versuchsamt in Berlin unter Strecker.
Anlässlich seines 50. Geburtstages ernannte man Strecker 1908 zum Geheimen Oberpostrat. Am 1. Juli 1910 wählt man ihn zum Präsidenten des Telegraphentechnischen Reichsamts Berlin und dieses Amt hatte er bis 28. März 1920 inne. Sein Nachfolger wurde Karl Willy Wagner. Als Präsident fungierte Strecker in den Jahren 1912 bis 1927 auch als Herausgeber des Jahrbuchs der Elektrotechnik.
1913 ernannte man Strecker zum o. Prof. und zum Wintersemester 1923 berief man ihn als Honorar-Professor nach Heidelberg an die Naturwissenschaftlich-Mathematische Fakultät.

## Dies und Das
Strecker behauptete 1911 gegenüber Rudolf Franke, dass für Schwachstromtechnik keinerlei Interesse bestehe und führte als Beweis seine bestenfalls 5 Hörer der letzten 20 Jahre an.

## Ehrungen
- 1924 Mitgliedschaft der Heidelberger Akademie der Wissenschaften
- 1926 Ehrenmitgliedschaft im Reichsbund Deutsche Technik
- Ehrendoktor der Technischen Hochschule Dresden[2]

## Werke
- Über die specifische Wärme des Chlor-, des Brom- und des Jodgases. Leipzig 1881.
- Hilfsbuch für die Elektrotechnik. Berlin 1887. (zusammen mit Carl Grawinkel)
- Die Telegraphentechnik. Berlin 1889. (zusammen mit Carl Grawinkel)